# Luohe
Luohe (cinese: 漯河 ; pinyin: Luòhé) è una città con status di prefettura della provincia dell'Henan, nella Cina meridionale.

## Geografia antropica

### Suddivisioni amministrative
La prefettura di Luohe è a sua volta divisa in 3 distretti e 2 contee.
- Distretto di Yuanhui - 源汇区 Yuánhuì Qū ;
- Distretto di Yancheng - 郾城区 Yǎnchéng Qū ;
- Distretto di Shaoling - 召陵区 Shàolíng Qū ;
- Contea di Wuyang - 舞阳县 Wǔyáng Xiàn ;
- Contea di Linying - 临颍县 Línyǐng Xiàn.